# صالح عصاد
صالح عصاد (عربی: صالح عصاد؛ زادهٔ ۱۳ مارس ۱۹۵۸) یک بازیکن فوتبال اهل الجزایر است.

## باشگاهی
از باشگاه‌هایی که در آن بازی کرده‌است می‌توان به پاری سن ژرمن اشاره کرد.

## تیم ملی
وی عضو تیم ملی فوتبال الجزایر در جام جهانی فوتبال ۱۹۸۲ و ۱۹۸۶ بوده است.